# قورية

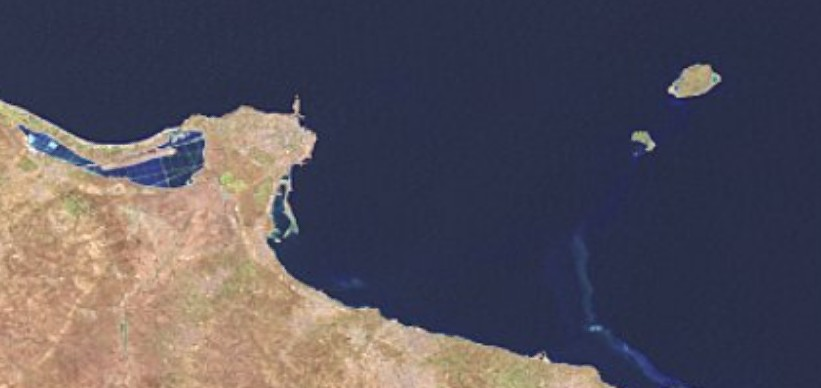
صورة فضائية لأرخبيل قورية قرب مدينة المنستير (على اليسار)

قورية أو قورية الكبيرة أكبر جزر أرخبيل قورية الذي يقع في الوسط التونسي شرق مدينة المنستير.